# Kamýšek obecný

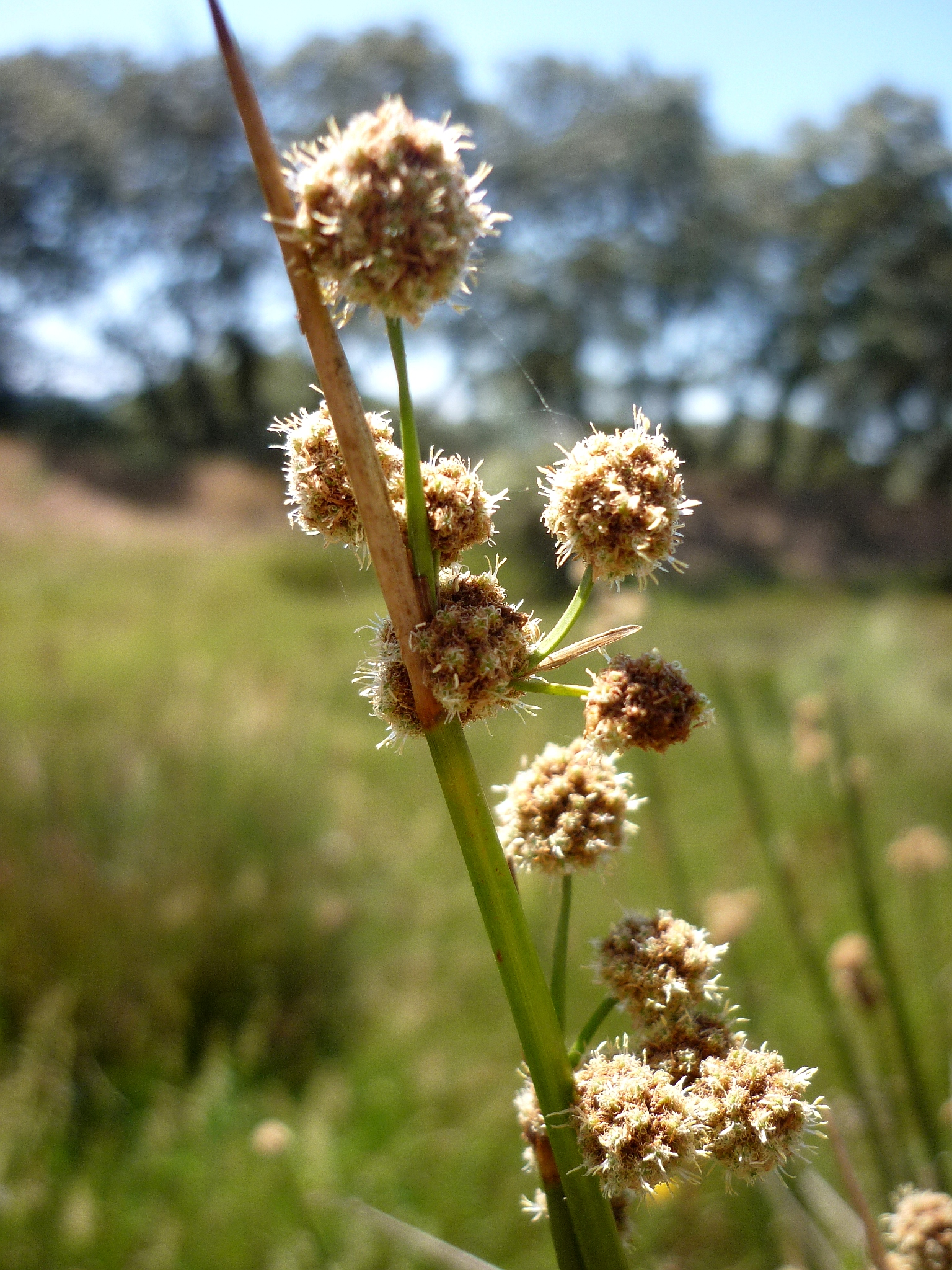
Květenství

Kamýšek obecný (Scirpoides holoschoenus) je vytrvalá bylina, jediný druh rodu kamýšek rostoucí v české přírodě. Tento původní druh české květeny se v současnosti vyskytuje jen vzácně a je ohrožen vyhynutím.

## Výskyt
Areál původního výskytu kamýšku obecného se rozkládá ve střední, jižní a východní Evropě, na severu Afriky a jihozápadě Asie; zavlečen byl do Severní Ameriky. V České republice jej nalezneme na nemnoha lokalitách v Čechách (hlavně v Polabí) a na jižní Moravě. Jeho stanoviště bývají řídce roztroušená od nížin po pahorkatiny na vlhkých písčinách, loukách, slatinách a bažinách, na březích vodních toků a nádrží i v příkopech okolo cest.

## Popis
Vytrvalá, v trsech rostoucí rostlina dorůstající do výše 50 až 100 cm, ojediněle i výše. Ze silného, článkovitého, plazivého oddenku s výběžky rostou oblá, šedozelená stébla téměř bez listů. Stébla jsou vespod objatá několika žlutohnědými pochvami bez listů, pouze z nejhořejší vystupuje nedlouhá, úzce šídlovitá čepel.
Na vrcholu stébla vyrůstá zdánlivě postranní květenství, kružel. Jeho prvý listen je vztyčený a je vyšší než květenství, případné další listeny jsou svěšené. Kružel je sestaven z kulovitých hlávek, vytvořených nahloučenými drobnými klásky, prvá hlávka je přisedlá a ostatní stopkaté. Malokvěté, rezavě žluté klásky jsou podlouhle vejčité a mají široce vejčité plevy s osinou.
Kvítky jsou nahé (bez okvětních štětinek), kvetou v červnu a červenci, opylovány jsou anemogamicky. Plody jsou obvejčité, tříhranné, hnědočerně zbarvené nažky, asi 1 mm velké. Rostliny se mohou rozrůstat z oddenků nebo se množit nažkami.

## Taxonomie
Kamýšek obecný je variabilním druhem a někdy jsou rozlišovány i jeho poddruhy:
- Scirpoides holoschoenus (L.) Soják subsp holoschoenus
- Scirpoides holoschoenus (L.) Soják subsp. globifera (L.f.) Soják
- Scirpoides holoschoenus (L.) Soják subsp. thunbergii (Schrad.) Soják

V české přírodě byl zjištěn pouze jediný, nominátní poddruh S. h. holoschoenus.

## Ohrožení
Počet vyrůstajících rostlin v Česku má soustavně klesající trend a proto byl kamýšek obecný v „Červeném seznamu cévnatých rostlin České republiky“ z roku 2012 zařazen mezi silně ohrožené druhy (C2b).